# Turbe giovanili
Turbe giovanili è il primo album in studio del rapper italiano Fabri Fibra, pubblicato nel febbraio 2002 dalla Teste Mobili Records.

## Descrizione
L'album rappresenta la prima pubblicazione del rapper in qualità di artista solista e contiene 17 brani in gran parte prodotti da Neffa (fa eccezione Ma che persona, prodotto da Lato). Riguardo alla collaborazione con Neffa, lo stesso Fabri Fibra scrisse una dichiarazione all'interno del libretto del disco: 

Il 4 maggio 2010 è stata pubblicata una nuova edizione dell'album rimasterizzata da Marco Zangirolami e distribuita dalla Universal Music Group, che si differenzia anche per la presenza di rime inedite e di una bonus track: 
Il 27 settembre 2016 è stata pubblicata l'edizione in vinile in tiratura limitata a 1500 copie, di cui le prime 700 in colore argento. Nel 2022 viene nuovamente ristampato in vinile in edizione standard e deluxe, quest'ultima comprensiva di una cassetta bonus con le strumentali del disco.

## Tracce

### CD
Testi di Fabrizio Tarducci, eccetto dove indicato, musiche di Giovanni Pellino, eccetto dove indicato.
1. Scattano le indagini – 3:50
2. Luna piena – 3:54
3. Dalla A alla Z – 2:47
4. Dove fuggi – 3:09
5. Di fretta – 3:40
6. Fuori norma – 4:01
7. Ci penso dopo – 2:25
8. Mi stai sul cazzo – 3:35
9. Per averti qui – 3:22
10. Come te (feat. Al Castellana) – 5:04 (testo: Fabrizio Tarducci, Alessandro Castellana)
11. Chi c'è – 3:01
12. Se non dai il meglio (Non io) – 4:25
13. In quanti? – 3:14
14. Nuovi stili d'insonnia – 4:02
15. Personaggi di passaggio (feat. Nesly Rice) – 3:35 (testo: Fabrizio Tarducci, Francesco Tarducci)
16. Di noi – 4:26
17. Ma che persona – 2:58 (musica: Nicola Latini)

Traccia bonus nella riedizione del 2010
1. Bonus Track – 4:16

### 12"
- Lato A

1. Dalla A alla Z – 2:49
2. Dalla A alla Z (Strumentale) – 2:51
3. Scattano le indagini (Strumentale) – 3:43
4. Luna piena (Strumentale) – 4:01
5. Di fretta (Strumentale) – 3:42

- Lato B

1. Se non dai il meglio – 4:32
2. Se non dai il meglio (Strumentale) – 4:29
3. Ci penso dopo (Strumentale) – 2:05
4. Mi stai sul cazzo (Strumentale) – 3:31
5. Ma che persona (Strumentale) – 2:19

## Formazione
- Fabri Fibra – voce
- DJ Myke – scratch
- Al Castellana – voce aggiuntiva (traccia 10)
- Nesly Rice – voce aggiuntiva (traccia 15)
- Neffa – produzione

## Classifiche
| Classifica (2022) | Posizione massima |
| ----------------- | ----------------- |
| Italia            | 6                 |